# Mesosemia maera
Mesosemia maera är en fjärilsart som beskrevs av William Chapman Hewitson 1873. Mesosemia maera ingår i släktet Mesosemia och familjen Riodinidae. Inga underarter finns listade i Catalogue of Life.